# Nikola Vujović
Nikola Vujović (in serbo Никола Вујовић?; Cetinje, 23 giugno 1981) è un ex calciatore montenegrino e precedentemente jugoslavo, fino alla definitiva conclusione dell'esperienza federativa della Jugoslavia avvenuta nel 2003, nonché serbo-montenegrino, fino alla scissione della Serbia e Montenegro in due stati indipendenti occorsa nel 2006. Di ruolo attaccante.

## Palmarès

### Club

#### Competizioni nazionali
- Coppa di Serbia: 1

Partizan: 2008-2009
- Campionato montenegrino: 2

Mogren: 2008-2009, 2010-2011
- Coppa del Montenegro: 1

Mogren: 2007-2008
- Druga liga Srbije i Crne Gore: 1

Budućnost: 2003-2004 (girone sud)